# Uesugi Kagekatsu

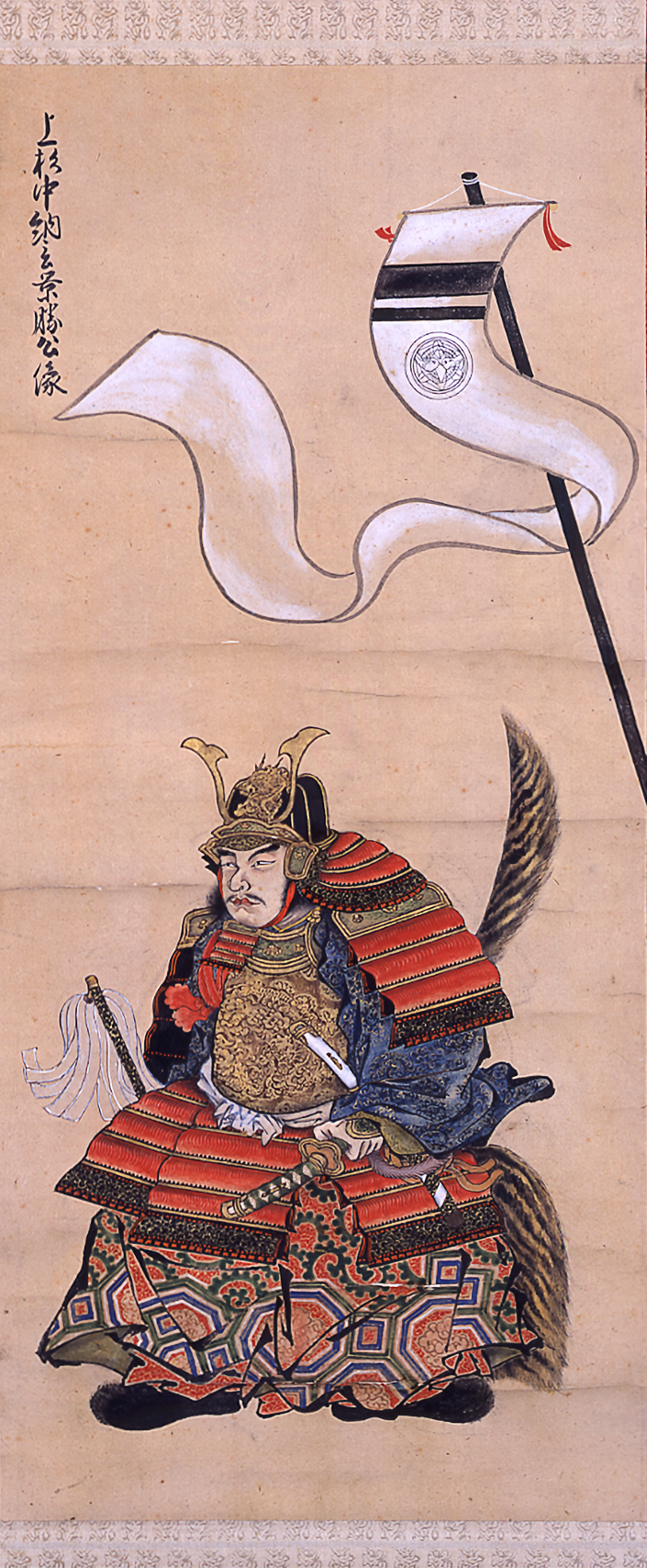
Uesugi Kagekatsu

Uesugi Kagekatsu (japanisch 上杉 景勝; geboren 8. Januar 1556 in Muikamaichi, Provinz Echigo; gestorben 19. April 1623 in Yonezawa) war ein bedeutender japanischer Daimyō der Sengoku-Zeit.

## Leben und Wirken
Uesugi Kagekatsu wurde als Sohn Nagao Masakage (長尾 政景; 1526–1564), Herr der Burg Sakado (坂戸城) in der Provinz Echigo, geboren. Nach dem frühen Tode seines Vaters wurde er von Uesugi Kenshin (1530–1578) adoptiert, seine Mutter war Kenshins ältere Schwester. 1575 residierte er in der mittleren Burganlage (中城; Chūjō) der Burg Kasugayama (春日山城) und nannte sich Uesugi Danjōshōhitsu Kagekatsu (上杉 弾正少弼 景勝).
Nach Kenshins Tod im Jahr 1578 siegte Kagekatsu 1579 gegen einen weiteren Adoptivsohn Uesugi Saburō-Kagetora (上杉 三郎景虎; 1552–1579), dem siebten Sohn von Hōjō Ujiyasu (北条 氏康; 1515–1571), als dieser den „Otate-Aufstand“ (御館の乱) anzettelte. Kagetora nahm sich daraufhin das Leben. Im selben Jahr heiratete er Kikuhime (菊姫), die jüngere Schwester von Takeda Katsuyori (1546–1582). 1582 herrschte er über die vier nördlichen Shinano-(信濃)-Distrikte. 1586 reiste er nach Kyōto und schloss sich Toyotomi Hideyoshi an, wurde Generalmajor „Sakonoe no Gon no Shōshō“ (左近衛権少将), dann Sangi (参議), Gon-Chūnagon (権中納言) und schließlich Chūnagon (中納言).
1587 vereinigte Uesugi die Provinz Echigo, 1589 übernahm er die Insel Sado, 1590 die Provinzen Dewa (heute Präfektur Yamagata) und Shōnai (Ekanetsugu), und herrschte so, unterstützt von seinem Gefolgsmann Naoe Kanekatsu (直江 兼続; 1560–1620), über große Teile Nordjapans. 1598 wurde er nach Aizu mit einem Einkommen von 1.200.000 Koku versetzt, musste dafür aber Echigo und Hokushin (北信) abtreten. Er gehörte dennoch zu den wichtigsten  Daimyō im Lande und wurde Mitglied des „Rates der Fünf Regenten“, den Toyotomi zur Fürsorge für seinen minderjährigen Sohn eingerichtet hatte. In der Schlacht von Sekigahara im Jahr 1600 gehörte er zur Verliererseite und wurde 1601 nach Yonezawa mit einem auf 30.000 Koku reduzierten Einkommen versetzt.
Uesugi starb 1623 im Alter von 69 Jahren auf der Burg Yonezawa. Er wurde auf dem Koyasan im Tempel Shōjōshin-in (清浄心院) und in Yonezawa im Tempel Hōon-ji (法音寺) bestattet.